# Красная белка
Красная белка (лат. Tamiasciurus hudsonicus) — вид грызунов семейства беличьих, наиболее распространённый и характерный представитель рода красных белок. Научное видовое название «hudsonicus» дано животному в честь Гудзонова залива, места, в котором оно было впервые описано.

## Распространение и места обитания
Распространён практически по всей территории Северной Америки — на Аляске, в Канаде, в США вплоть до пустынь Аризоны и Нью-Мексико на юге и Джорджии на юго-востоке. Белки населяют различные лесистые местности, в том числе хвойные, лиственные и смешанные леса. Также их можно наблюдать в пригородных районах, где имеются насаждения из больших зрелых деревьев.

## Описание
Длина тела белок 28—35 см, длина хвоста — 9,5—15 см. Окрас меха очень изменчив. В разных регионах своего ареала эти белки могут иметь вариабельный окрас, а также белки меняют мех на зимний и летний. Мех обычно коричневатый или оливково-красный. Летом по бокам есть чёрная продольная полоса, которая разделяет живот и спину. Мех на животе белый или кремовый. Хвост обычно имеет белую кайму. Вокруг чёрных глаз мех белый.

## Экология
В дикой природе красные белки живут до семи лет, но большинство погибают прежде, чем доживут до года. Ведут одиночный и дневной образ жизни; активны круглый год. Активнее всего на рассвете и после полудня. Своё логово размещают в старых дуплах дятлов, древесных пустотах или других мелких расщелинах. На севере ареала красные белки зиму часто проводят в подземной системе тоннелей. Белки часто мигрируют если запас пищи на проживаемой территории снижается. Мигрируя, им часто приходится переплывать водоёмы.

## В массовой культуре
Красная белка — один из отрицательных персонажей мультсериала Пингвины из Мадагаскара.
Красная белка Чиву (Chewoo) - один из главных персонажей мультсериала «Юху и его друзья» (YooHoo & Friends)

## Галерея

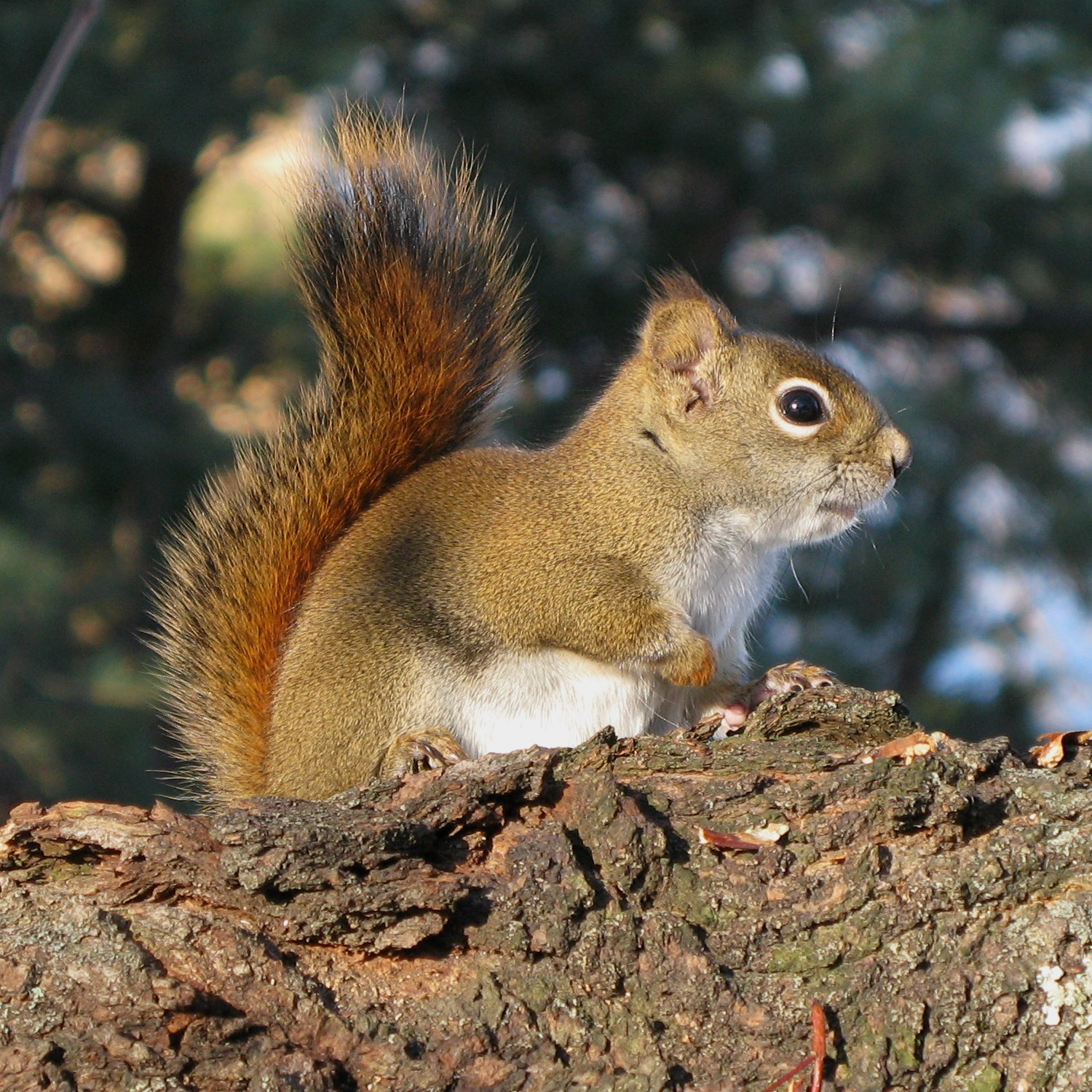
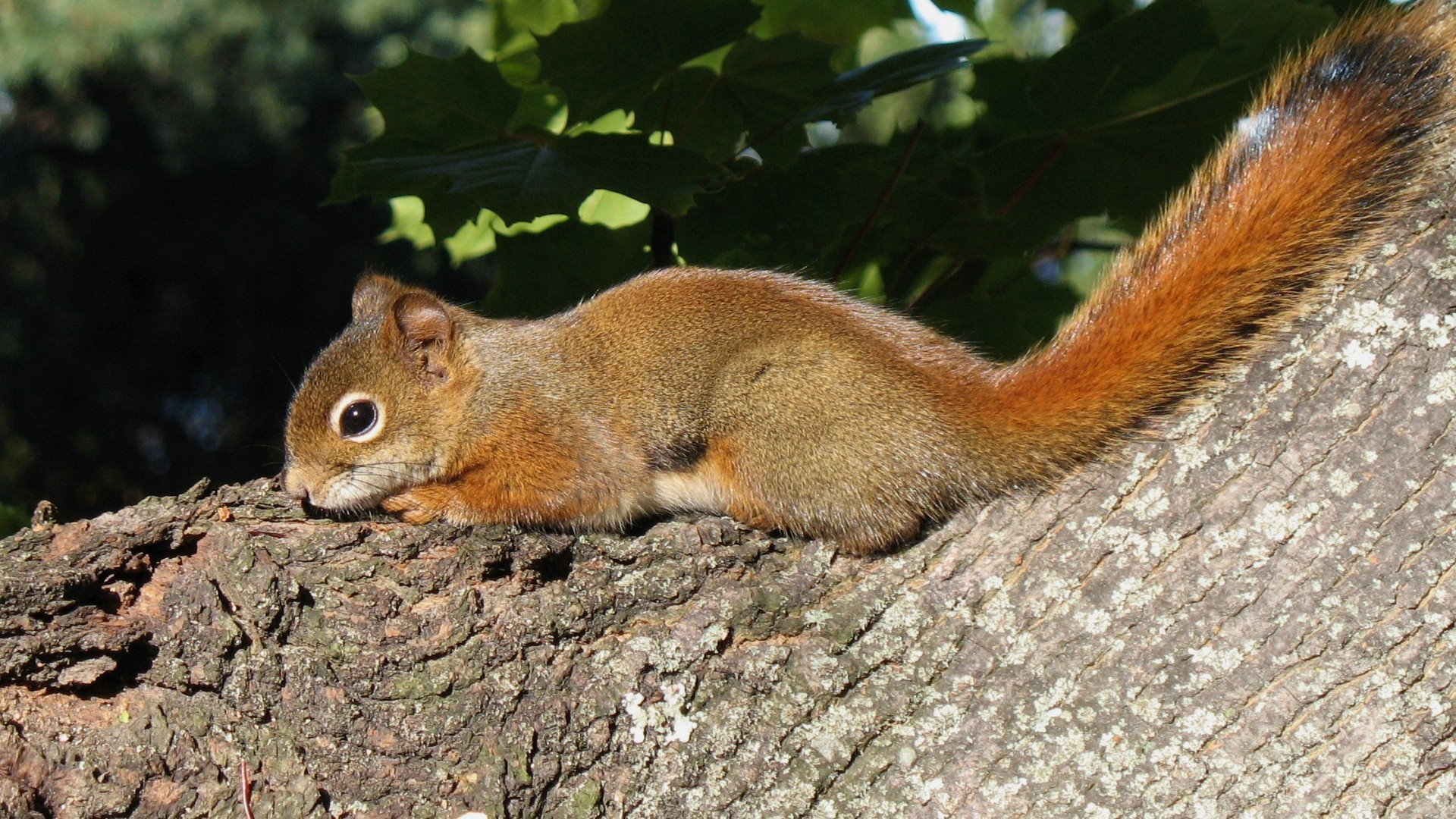
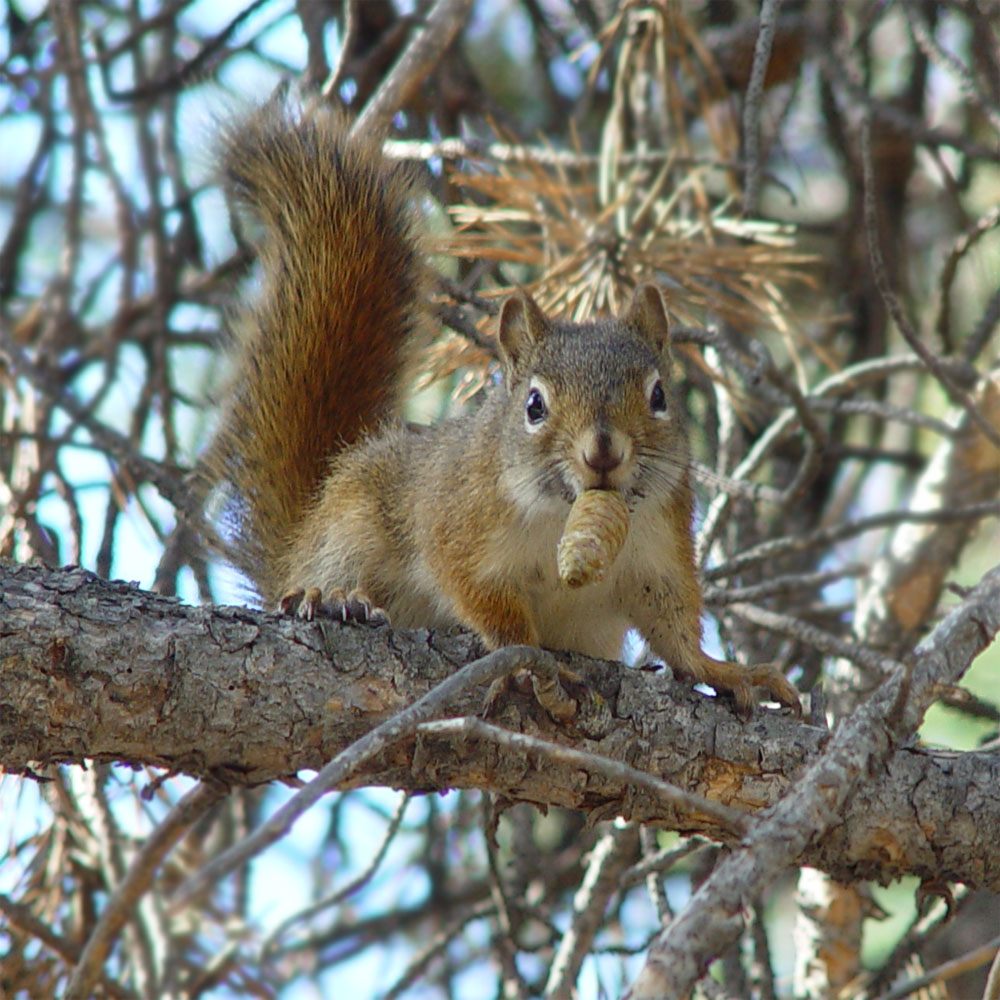
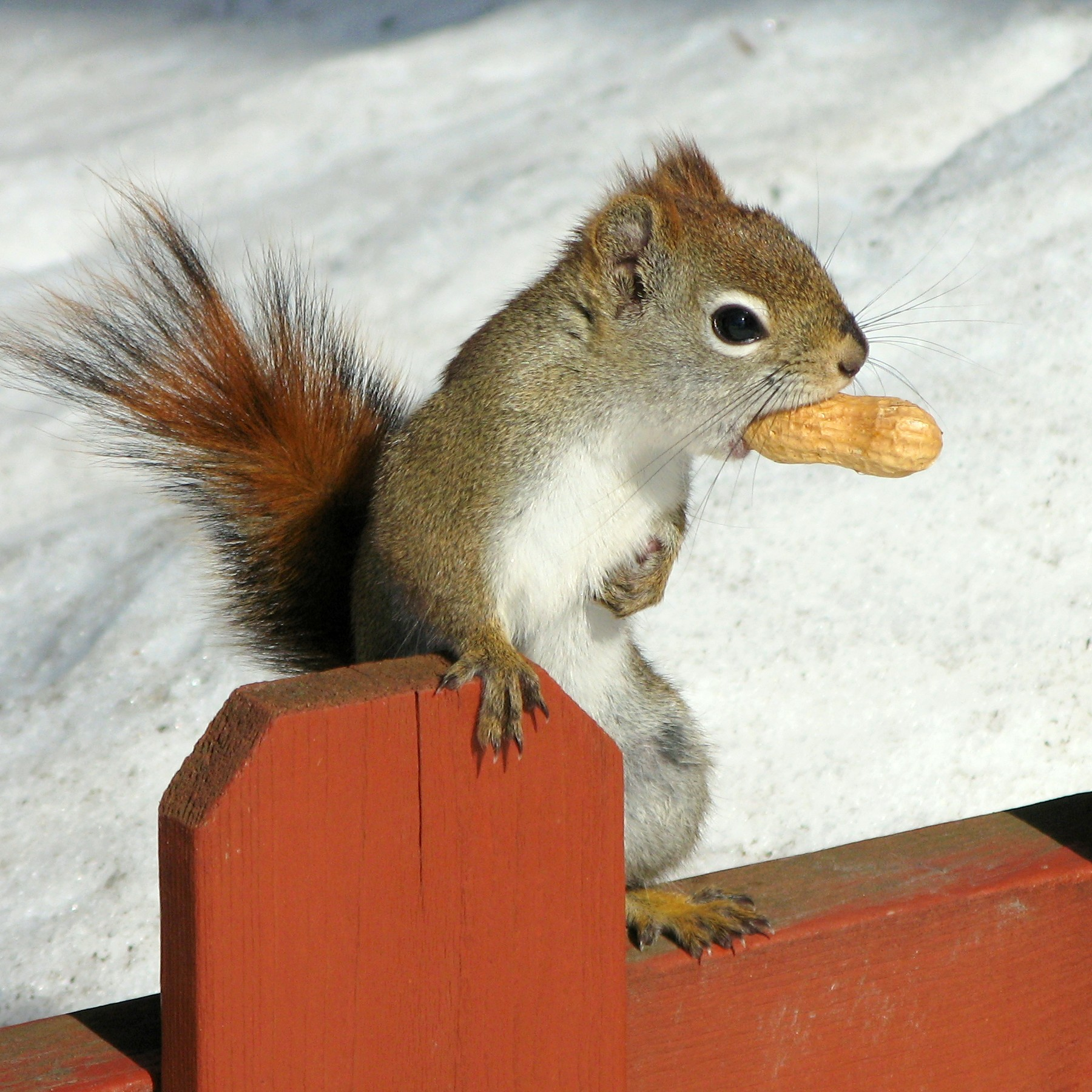
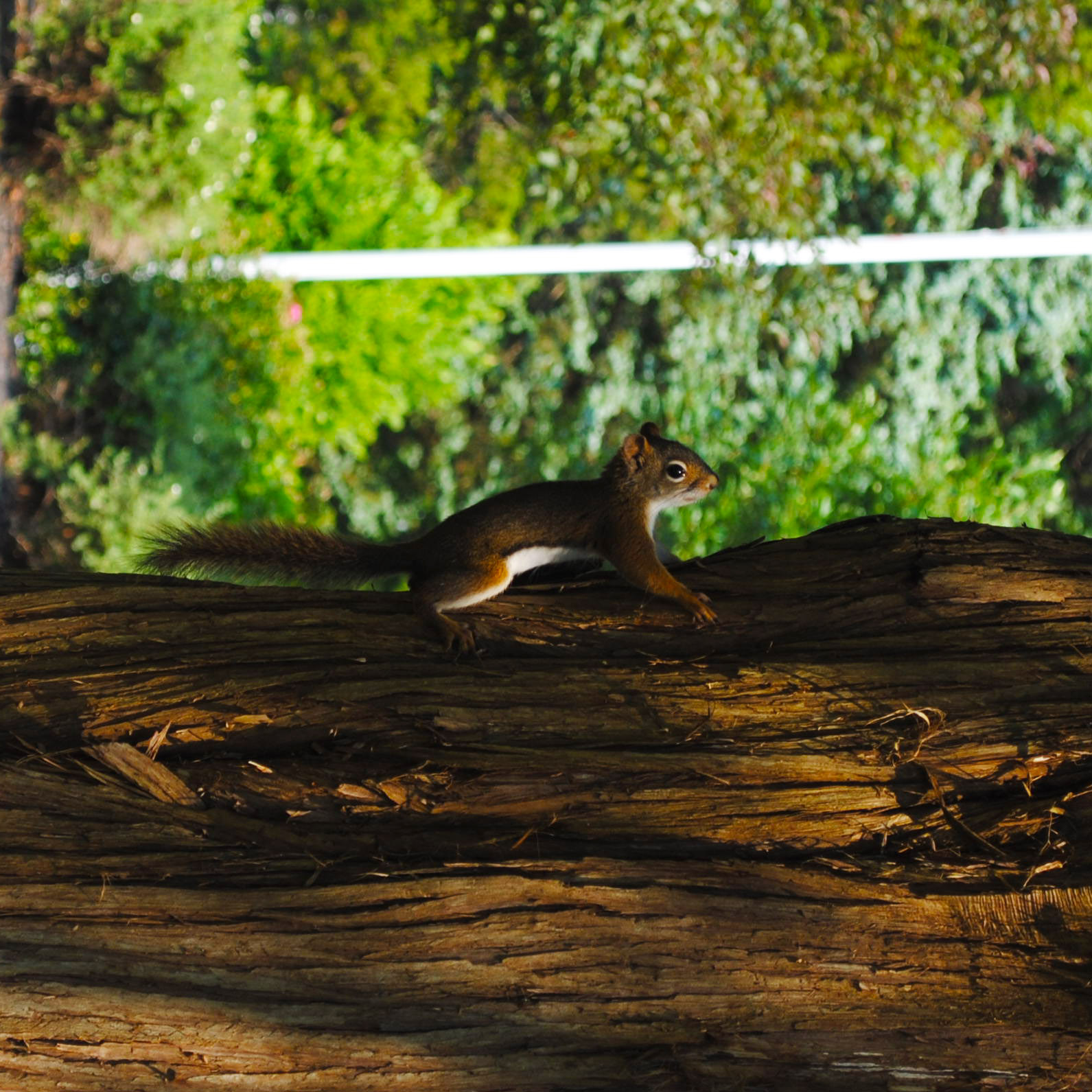
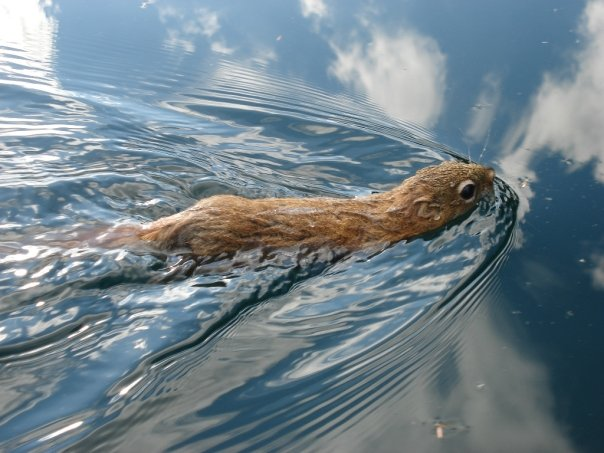
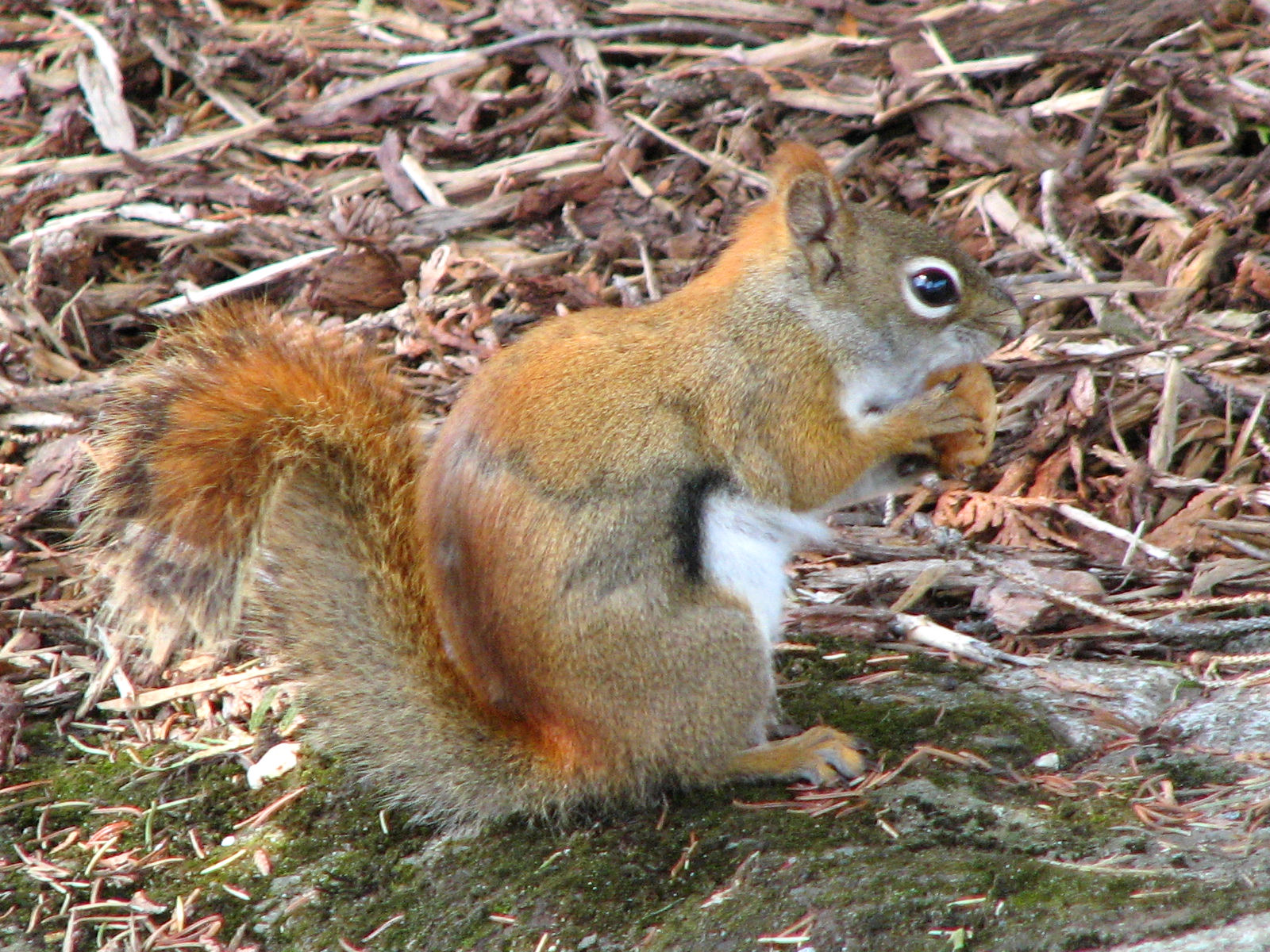
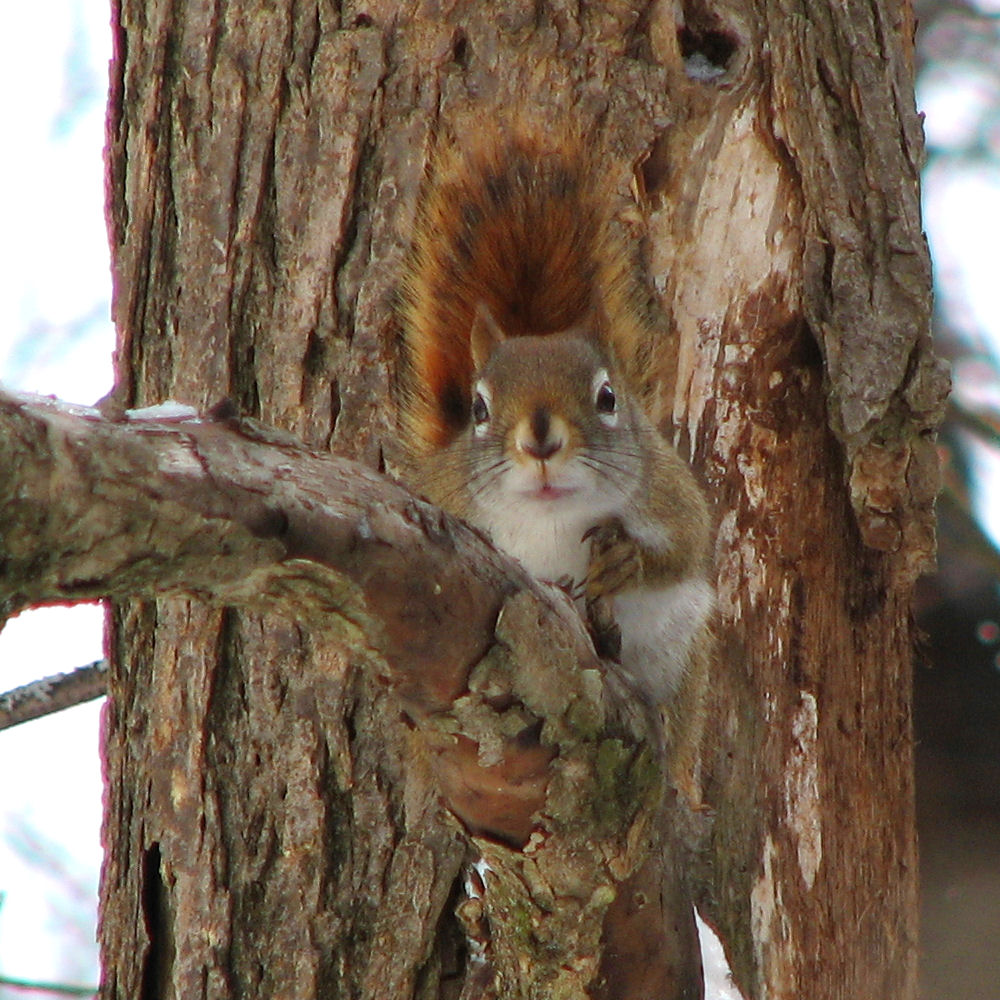
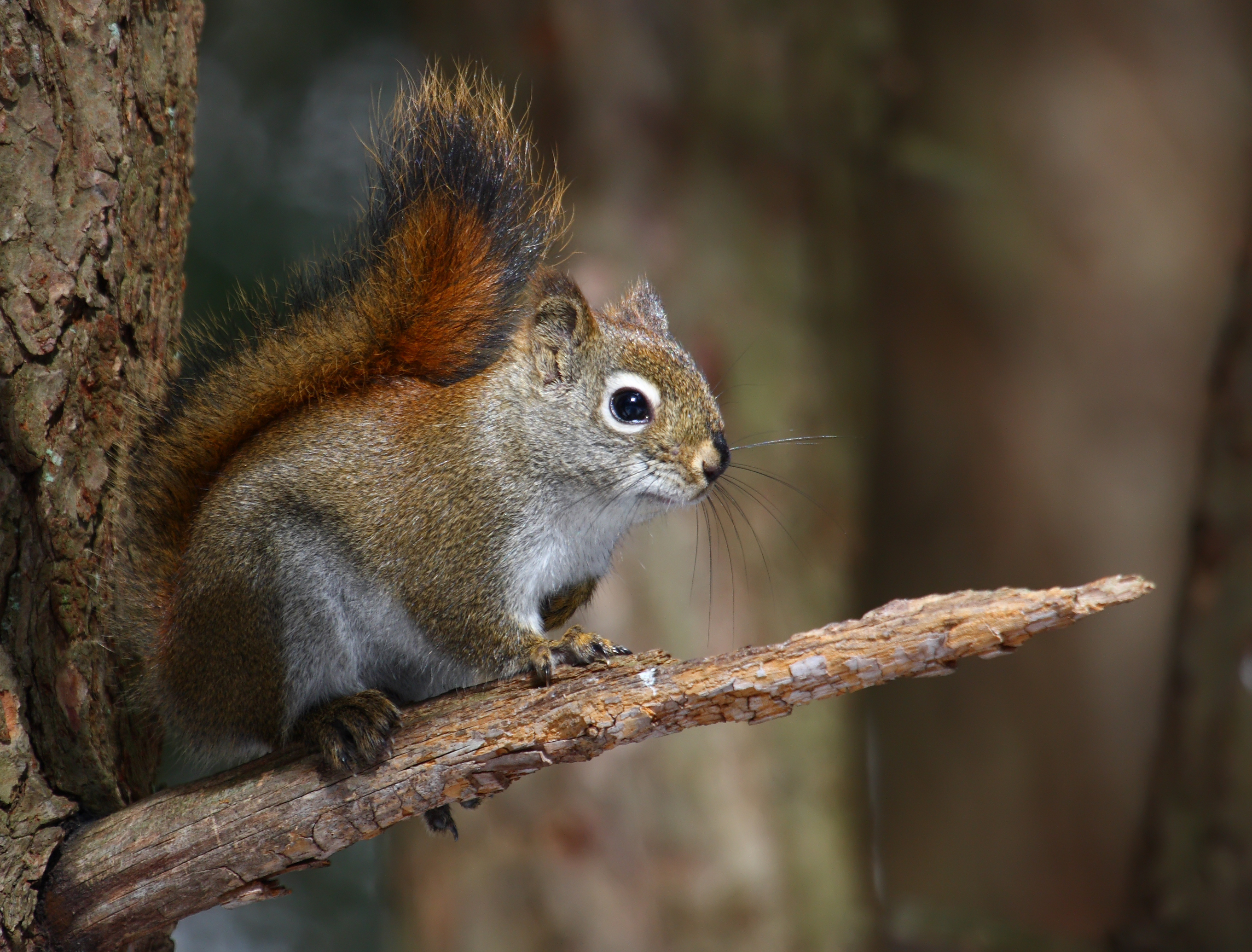